# John Stuart

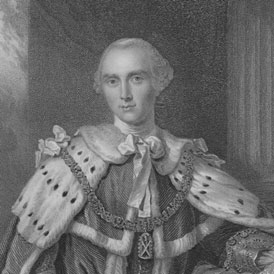
John Stuart

John Stuart, Bute harmadik grófja (1713. május 25. – 1792. március 10.) skót születésű brit politikus, miniszterelnök, a Térdszalagrend lovagja, királyi titkos tanácsos. III. György uralkodása alatt, 1762–1763-ban töltötte be a miniszterelnöki tisztet. Egyes vélemények szerint az utolsó jelentős szerepet játszó kegyenc volt a brit politikában. Az első skót származású miniszterelnök volt az 1707-es Egyesülési Törvényeket követően.

## Magánélete
Bute közeli rokonságban állt a Campbell klánnal (anyja Archibald Campbellnek, első hercegének lánya volt). A grófi címet (amely Bute szigetéről kapta a nevét) korán elvesztett apjától, James Stuarttól örökölte 1723-ban, tízévesen. Ezt követően anyai nagybátyjai, John és Archibald Campbell nevelték. Tanulmányait Etonben (1720–1728) és a hollandiai Leideni Egyetemen (1728–1732) végezte, ahol köz- és polgári jogi diplomát szerzett. 1736. augusztus 24-én elvette Mary Wortley Montagut, akinek hozománya révén a családba kerültek a nagy kiterjedésű Wortley-birtokok és akitől kilenc gyermeke született. 1737-ben nagybátyái befolyása révén tagja lett a Lordok Házának, ám ott nem volt igazán aktív, és 1741-ben nem választották újra. A következő években skóciai birtokaira vonult vissza, hogy azok igazgatásával foglalkozzon és botanika iránti szenvedélyének hódoljon.
Az 1745-ös jakobita felkelés idején Bute Londonba költözött, ahol két évvel később találkozott a walesi herceggel, akivel közeli barátságba került. A herceg 1751-ben bekövetkezett halálát követően, 1755-től rá bízták az ifjú walesi herceg, a későbbi III. György nevelését. A herceg és öccse, Edward Stephen Demainbraytől kapott természetfilozófiai képzést. Többek között az ekkor felkeltett érdeklődés vezetett oda, hogy György később megalapította a 18. századi tudományos műszerek legjelentősebb gyűjteményét. Frigyes herceg halála után Bute közel került a herceg özvegyéhez, ami számos pletykához és egy botrányos pamflet megjelenéséhez vezetett. Majdnem bizonyos, hogy a pletykáknak semmi alapjuk sem volt, mivel Bute boldog házasságban élt, és mély vallásossága is a házasságtörés elutasítására indította.

## Politikai pályája
A gondjaira bízott herceg feletti befolyására alapozva Bute arra számított, hogy György (1760-as) trónra lépése után gyorsan emelkedő politikai pályát futhat be, de reményei elhamarkodottnak bizonyultak. A 1760-ban skót nemesség képviseletében újra beválasztották a Lordok Házába, és a király ki is jelölte miniszterelnöknek (bár hivatalosan csak 1762–63-ban töltötte be a tisztséget). Sikeresen letörte a sok évtizedes whig dominanciát, és lezárta a hétéves háborút, ám György egyre inkább átlátott rajta, és amikor sajtó élesen kritizálta a királyt egy hivatalos beszéd miatt, amelyben Bute munkájára ismertek, végleg szembefordult vele. John Wilkes újságíró tollából gyilkos szatíra jelent meg Bute és a király anyja ellen. Bute rövidesen lemondott a miniszterelnökségről, bár 1780-ig a Lordok Háza tagja maradt. Barátsága a király anyjával fennmaradt, de a királlyal való békülési kísérletei sikertelenül végződtek.
Élete hátralevő részében hampshire-i birtokán élt, ahol továbbra is foglalkozott botanikával, és az irodalom és művészet jelentős támogatója lett. Támogatta Samuel Johnsont, Tobias Smollettet, Robert Adamet, and William Robertsont. Jelentős adományokat juttatott a skót egyetemeknek is. Növénytani munkásságának legjelentősebb eredménye Botanikai táblázatok a brit növénycsaládokról című műve (1785).
1767-ben kezdődött bedfordshire-i vidéki házának, Luton Hoo-nak az építése. Az épület ma első kategóriás műemlék.
Londoni, South Audley Street-i lakásában halt meg 1792-ben, és a Bute szigeti Rothesay-ben temették el.
Egy növénytani nemzetség, a Stewartia róla kapta a nevét.

## Fordítás
- Ez a szócikk részben vagy egészben a John Stuart, 3rd Earl of Bute című angol Wikipédia-szócikk ezen változatának fordításán alapul.  Az eredeti cikk szerkesztőit annak laptörténete sorolja fel. Ez a jelzés csupán a megfogalmazás eredetét és a szerzői jogokat jelzi, nem szolgál a cikkben szereplő információk forrásmegjelöléseként.